# Walter McCarty
Walter Lee McCarty (Evansville, 1º febbraio 1974) è un ex cestista, allenatore di pallacanestro e cantante statunitense, professionista nella NBA.

## Carriera
È stato selezionato dai New York Knicks al primo giro del Draft NBA 1996 (19ª scelta assoluta).

## Statistiche

### College
| Anno      | Squadra           | PG  | PT | MP   | TC%  | 3P%  | TL%  | RP  | AP  | PRP | SP  | PP   |
| --------- | ----------------- | --- | -- | ---- | ---- | ---- | ---- | --- | --- | --- | --- | ---- |
| 1993-1994 | Kentucky Wildcats | 34  | 10 | 14,2 | 47,1 | 38,0 | 55,4 | 3,9 | 1,1 | 0,6 | 0,6 | 5,7  |
| 1994-1995 | Kentucky Wildcats | 33  | 27 | 22,5 | 51,0 | 36,4 | 72,6 | 5,6 | 1,5 | 0,8 | 1,2 | 10,5 |
| 1995-1996 | Kentucky Wildcats | 36  | 32 | 24,7 | 54,3 | 46,7 | 72,1 | 5,7 | 2,6 | 1,2 | 1,4 | 11,3 |
| Carriera  | Carriera          | 103 | 69 | 20,5 | 51,5 | 40,1 | 68,4 | 5,1 | 1,8 | 0,9 | 1,0 | 9,2  |

### NBA

#### Regular Season
| Anno      | Squadra        | PG  | PT  | MP   | TC%  | 3P%  | TL%  | RP  | AP  | PRP | SP  | PP  |
| --------- | -------------- | --- | --- | ---- | ---- | ---- | ---- | --- | --- | --- | --- | --- |
| 1996-1997 | N.Y. Knicks    | 35  | 0   | 5,5  | 38,2 | 28,6 | 57,1 | 0,7 | 0,4 | 0,2 | 0,3 | 1,8 |
| 1997-1998 | Boston Celtics | 82  | 64  | 28,5 | 40,4 | 30,9 | 74,2 | 4,4 | 2,2 | 1,3 | 0,5 | 9,6 |
| 1998-1999 | Boston Celtics | 32  | 4   | 20,6 | 36,2 | 26,0 | 70,2 | 3,6 | 1,3 | 0,8 | 0,4 | 5,7 |
| 1999-2000 | Boston Celtics | 61  | 5   | 14,4 | 33,9 | 30,9 | 72,2 | 1,8 | 1,1 | 0,4 | 0,4 | 3,8 |
| 2000-2001 | Boston Celtics | 60  | 3   | 8,0  | 35,7 | 33,9 | 78,6 | 1,4 | 0,7 | 0,2 | 0,1 | 2,2 |
| 2001-2002 | Boston Celtics | 56  | 0   | 12,8 | 44,4 | 39,4 | 68,4 | 2,3 | 0,7 | 0,3 | 0,1 | 3,8 |
| 2002-2003 | Boston Celtics | 82  | 8   | 23,8 | 41,4 | 36,7 | 62,2 | 3,5 | 1,3 | 1,0 | 0,3 | 6,1 |
| 2003-2004 | Boston Celtics | 77  | 23  | 24,7 | 38,8 | 37,4 | 75,6 | 3,1 | 1,6 | 0,9 | 0,3 | 7,9 |
| 2004-2005 | Boston Celtics | 44  | 0   | 12,6 | 41,3 | 33,3 | 53,3 | 1,8 | 0,6 | 0,3 | 0,2 | 3,7 |
| 2004-2005 | Phoenix Suns   | 28  | 0   | 12,6 | 38,8 | 38,5 | 50,0 | 2,2 | 0,4 | 0,4 | 0,2 | 3,5 |
| 2005-2006 | L.A. Clippers  | 36  | 1   | 9,8  | 33,3 | 22,2 | 57,1 | 1,9 | 0,6 | 0,2 | 0,1 | 2,4 |
| Carriera  | Carriera       | 593 | 108 | 17,5 | 39,2 | 34,6 | 69,8 | 2,6 | 1,1 | 0,6 | 0,3 | 5,2 |

#### Playoffs
| Anno     | Squadra        | PG | PT | MP   | TC%  | 3P%  | TL%  | RP  | AP  | PRP | SP  | PP  |
| -------- | -------------- | -- | -- | ---- | ---- | ---- | ---- | --- | --- | --- | --- | --- |
| 1997     | N.Y. Knicks    | 2  | 0  | 2,0  | 100  | -    | -    | 0,0 | 0,0 | 0,5 | 0,0 | 2,0 |
| 2002     | Boston Celtics | 14 | 0  | 13,9 | 44,7 | 16,7 | 77,8 | 2,4 | 0,3 | 0,3 | 0,0 | 3,1 |
| 2003     | Boston Celtics | 10 | 8  | 35,2 | 48,0 | 40,4 | 85,7 | 4,3 | 2,2 | 0,8 | 0,5 | 9,9 |
| 2004     | Boston Celtics | 4  | 4  | 31,8 | 47,8 | 40,0 | -    | 5,3 | 2,0 | 0,5 | 0,5 | 7,0 |
| 2005     | Phoenix Suns   | 8  | 0  | 6,9  | 22,2 | 33,3 | 0,0  | 0,8 | 0,4 | 0,3 | 0,3 | 0,8 |
| 2006     | L.A. Clippers  | 8  | 0  | 1,3  | 25,0 | 0,0  | -    | 0,1 | 0,0 | 0,0 | 0,0 | 0,3 |
| Carriera | Carriera       | 46 | 12 | 16,1 | 45,7 | 34,8 | 72,2 | 2,3 | 0,8 | 0,4 | 0,2 | 4,0 |

## Palmarès

### Giocatore
- Campione NCAA (1996)